# Roman Baranowicz
Roman Baranowicz (ur. 15 października 1927 w Sosnowcu, zm. 9 stycznia 2010 we Wrocławiu) – polski aktor teatralny i filmowy, solista operetkowy.

## Życiorys
Karierę teatralną rozpoczynał w 1949 roku na deskach Teatru Dramatycznego w Opolu, po zdaniu aktorskiego egzaminu eksternistycznego w Katowicach. Następnie grał w Teatrze Dramatycznym w Jeleniej Górze (1950-1954), a przez kolejne lata związany był ze scenami muzycznymi. Od 1955 roku był członkiem zespołu Operetki Wrocławskiej, przemianowanej następnie na Teatr Muzyczny „Capitol”. Występował także w Teatrze Muzycznym w Warszawie (1958), Państwowej Operetce w Lublinie (1960), Teatrze Muzycznym w Szczecinie i Łodzi (1994, 2002), Teatrze Muzycznym „Roma” w Warszawie (1995-1997) oraz Teatrze Muzycznym w Gliwicach (2000, 2004). Współpracował z zespołami "Estrady" w Rzeszowie, Krakowie, Koszalinie i Olsztynie, a latach 1953-1955 był solistą-śpiewakiem w Wojskowym Zespole Pieśni i Tańca we Wrocławiu.

## Filmografia
- Pigułki dla Aurelii (1958)
- Raj na ziemi (1970)
- Wielki Szu (1982) - kanciarz we Wrocławiu
- Sztuczki (2007) - Pigiel